# World Championship Baseball
World Championship Baseball (aussi appelé Baseball II pendant son développement, ou Major League All-Star Baseball dans les catalogues Mattel de 1983, ou encore All-Star Major League Baseball sur l'écran titre) est un jeu vidéo de baseball développé entre 1981 et 1982 par APh Technological Consulting pour Mattel Electronics, puis repris et finalisé par Quicksilver Software pour être édité par INTV en 1986 pour la console Intellivision. Il s'agit d'une version « améliorée » du best-seller de la console Major League Baseball, introduisant notamment un mode solo.

## Développement
Dan Dickerson chez APh Technological Consulting commence à travailler dès 1981 sur une version 2 de Major League Baseball, mais le projet n'est pas une priorité puisque le jeu original continue à bien se vendre. En 1982, avec la sortie de l'ECS (Entertainment Computer System), Baseball II est mis à l'arrêt alors qu'il est en phase de débogage. Mike Minkoff, programmeur de Mattel Electronics, passionné de baseball, se porte volontaire pour travailler sur le jeu sur son temps libre. Mattel, qui avait déjà annoncé le jeu dans plusieurs catalogues et communiqués de presse, sous le titre All-Star Major League Baseball, le maintient dans son planning de parutions, et Minkoff va petit à petit éliminer la plupart des bugs durant toute l'année 1983. Mais la fermeture brutale de Mattel Electronics en raison du krach du jeu vidéo va stopper net son travail.
En 1986, INTV, qui a repris les stocks et l'activité d'édition de Mattel Electronics, confie à Quicksilver Software, fondée par des anciens de chez Mattel, la finalisation du jeu tel qu'il était en 1983, et le publie sous le titre World Championship Baseball, hors licence MLB.
La version commercialisée comporte ainsi un écran titre annonçant « Mattel Electronics presents All-Star Major League Baseball Copr © 1983 Mattel » et contient encore un bug fatal qui fait parfois planter le jeu, ainsi que le module de débogage qui affiche  à l'écran l'état des registres en cas de plantage. Pour expliquer cela à l'utilisateur, INTV a inclus une note dans la notice d'utilisation expliquant que « en raison de la nature sophistiquée et complexe de ce jeu, des interférences peuvent parfois apparaître sur l'écran » et invitant le joueur a redémarrer la console au cas où cela se produirait.

## Accueil
World Championship Baseball est annoncé à l'occasion du Winter Consumer Electronics Show, au début de l'année 1986, en même temps que Thunder Castle et Karate Champ, (ce dernier ne sera jamais terminé).

## Héritage
World Championship Baseball est présent, émulé, dans la compilation Intellivision Lives! (en) sortie sur diverses plateformes.
World Championship Baseball fait partie des jeux intégrés dans la console Intellivision Flashback, sortie en 2014.